# Neighbours from Hell
Neighbours from Hell (română Vecini din iad) este un joc video produs de JoWooD Entertainment și distribuit de Nordic Games. A fost lansat în Europa pe 20 iunie 2003 și în Statele Unite pe 22 septembrie 2003. Varianta de Gamecube și Xbox a apărut pe data de 4 martie 2005. În 2004 a fost lansat următorul joc din serie, Neighbours from Hell 2: On Vacation. Au fost făcute și mai multe clone rusești ale jocului (seria Как достать соседа), cu grafica diferită, produse de Russobit-M.

## Povestea
Woody era un om obișnuit cu o viață fericită, până când vecinul său, dl. Rottweiler, a început să-i facă viața un calvar. Woody decide să se răzbune pe dl. Rottweiler, devenind vedeta unei emisiuni de televiziune, în care îi distruge casa vecinului (la început holul, baia, bucătăria și sufrageria), tăind piciorul unui scaun cu ferăstrăul, aruncând o coajă de banană pe gresia din bucătărie și mâzgâlind picturile, printre altele. Obiectivul este scoaterea din sărite a vecinului, pentru un rating cât mai mare. Woody trebuie să se ferească de vecin, ascunzându-se de exemplu în dulap, și să se ferească din fața papagalului și a câinelui de pază, care îl vor alerta pe vecin în cazul în care îți simt prezența.

## Personajele
- Woody - Protagonistul jocului.
- Dl. Rottweiler / (Vecinul din iad) - Antagonistul jocului și vecinul căruia Woody trebuie să-i facă farse.
- Chilli - Papagalul Dl. Rottweiler
- Guard Dog - Câinele Dl. Rottweiler
- Joe - Regizorul care dă indicații la începutul jocului.